# Prohylobates
El Prohylobates es un género extinto de primates hominoideos. Se le conocen dos especies: Prohylobates simonsi y Prohylobates tandyi.